# Fumaria vaillantii
Fumaria vaillantii, comúnmente llamada palomilla, es una planta de la subfamilia Fumarioideae, familia Papaveraceae.

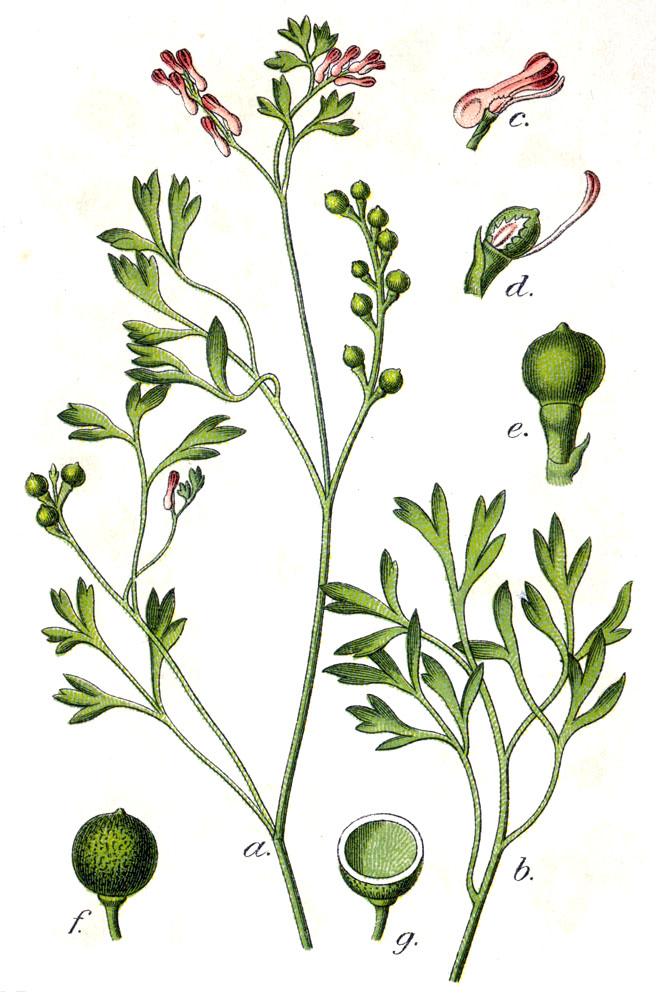
Ilustración

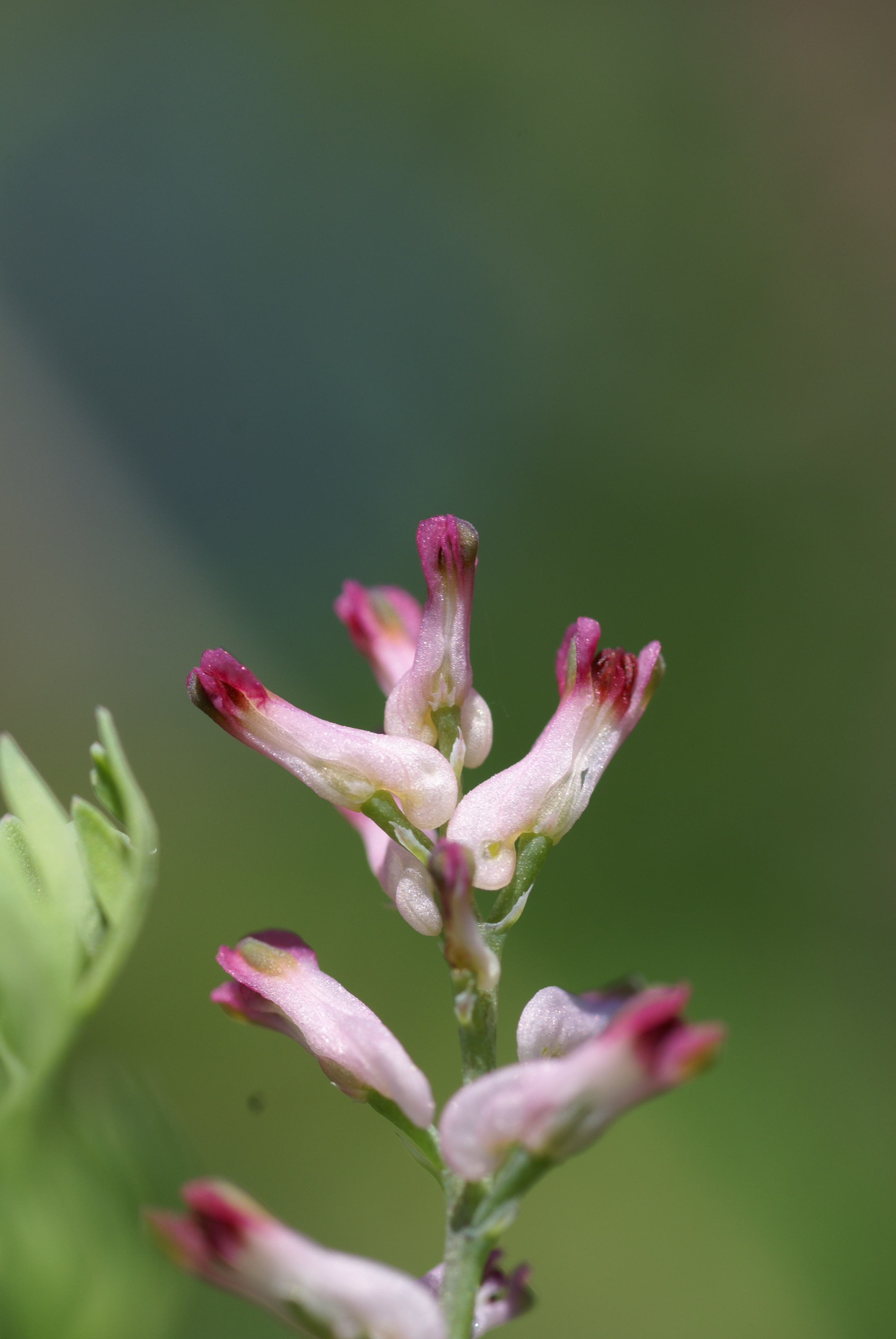
Inflorescencia

## Descripción
Planta anual de follaje verdiazulado. Flores rosa pálido, de 5-6 mm de largo, en inflorescencias de 6-12, inflorescencias más largas que los tallos florales. Puntas de los pétalos internos y alas a menudo teñidas de rojo-negruzco; pétalo inferior acucharado de márgenes extendidos; sépalos de 0,7-1 mm, muy dentados: Brácteas más cortas que los cabillos frutales. Fruto globular de 2-2,5 mm. Florece en primavera.

## Distribución y hábitat
En la mayor parte de Europa, excepto en el norte de la región báltica. Crece en terrenos cultivados y baldíos.

## Taxonomía
Fumaria vaillantii fue descrita en 1809 por Jean Louis August Loiseleur-Deslongchamps en Journal de Botanique, rédigé par une société de botanistes 2: 358.
Etimología
Ver: Fumaria
vaillantii: epíteto dado en honor al botánico francés Sébastien Vaillant

### Sinonimia
- Fumaria camerarii Bubani
- Fumaria chavinii Reut.
- Fumaria officinalis Hohen.
- Fumaria parviflora subsp. vaillantii (Loisel.) Hook.f.
- Fumaria spicata
- Fumaria tenuiflora Janka ex Nyman

var. schrammii (Asch.) Hausskn.
- Fumaria caespitosa Loscos
- Fumaria schrammii (Asch.) Pugsley
- Fumaria schrammii var. gracilis A.Soler	[3]

## Nombres comunes
- Castellano: fumaria, palomilla de hoja fina.[4]